# Pajares de la Lampreana (kommunhuvudort)
Pajares de la Lampreana är en kommunhuvudort i Spanien.   Den ligger i provinsen Provincia de Zamora och regionen Kastilien och Leon, i den nordvästra delen av landet, 220 km nordväst om huvudstaden Madrid. Pajares de la Lampreana ligger 695 meter över havet och antalet invånare är 495.
Terrängen runt Pajares de la Lampreana är platt. Runt Pajares de la Lampreana är det glesbefolkat, med 13 invånare per kvadratkilometer. Närmaste större samhälle är Coreses, 19,5 km söder om Pajares de la Lampreana. Trakten runt Pajares de la Lampreana består till största delen av jordbruksmark.